# Amica Chips-Tacconi Sport
El Amica Chips-Tacconi Sport  fue un equipo ciclista profesional italiano que compitió entre el 1996 y 2000.
El equipo se fundó a partir de capital suizo e italiano con el nombre de Ideal-Aster Lichy. El 2000 sufrió una la escisión creándose lo Costa de Almería como equipo independiente. A final de temporada se fusionó con el Vini Caldirola y desapareció.
No se tiene que confundir con el equipo de sanmarinès Amica Chips-Knauf.

## Corredor mejor clasificado en las Grandes Vueltas
| Año  | Giro de Italia        | Tour de Francia | Vuelta a España         |
| ---- | --------------------- | --------------- | ----------------------- |
| 1996 | -                     | -               | -                       |
| 1997 | 29.º Daniele De Paoli | -               | -                       |
| 1998 | 8.º Daniele De Paoli  | -               | -                       |
| 1999 | 8.º Daniele De Paoli  | -               | 55.º Viacheslav Yekímov |
| 2000 | 51.º Vitali Kokorine  | -               | -                       |

## Principales triunfos
- 1998
  - Giro del Friül (Francesco Arazzi)
  - Giro del Mendrisiotto (Felice Puttini)
  - Gran Premio de la Industria y el Comercio de Prato (Felice Puttini)
- 1999
  - Una etapa en la Vuelta en España (Viatxeslav Iekímov)
  - Una etapa en la Vuelta en Suiza (Viatxeslav Iekímov)
  - Una etapa en la Vuelta en Asturias (Fabio Roscioli)
- 2000
  - Giro del Mendrisiotto (Felice Puttini)

## Principales ciclistas
- Claudio Chiappucci (1998-1999)
- Viacheslav Yekímov (1999)
- Ievgueni Berzin (1999)
- Pietro Caucchioli (1999-2000)
- Ivan Basso (2000)

## Clasificaciones UCI
La siguiente clasificación establece la posición del equipo al finalizar la temporada.
| Temporada | Clasificación por equipos | Mejor ciclista en la clasificación individual |
| --------- | ------------------------- | --------------------------------------------- |
| 1996      | 45.º                      | Angelo Citracca (204.º)                       |
| 1997      | 38.º                      | Roberto Caruso (116.º)                        |
| 1998      | 25.º                      | Felice Puttini (78.º)                         |
| 1999      | 6.º (GSII)                | Felice Puttini (141.º)                        |
| 2000      | 7.º (GSII)                | Filippo Simeoni (115.º)                       |